# Anfiteatro de Catania
El Anfiteatro de Catania es una antigua estructura en Catania, Sicilia, al sur de Italia, construida en el período imperial romano, probablemente en el siglo II, en el borde norte de la antigua ciudad y en la base de la colina de Montevergine. Únicamente una pequeña sección de la estructura es visible, bajo el nivel del suelo, al norte de la Piazza Stesicoro. Esta zona es ahora el centro histórico de la ciudad, pero entonces, estaba en las afueras de la ciudad antigua y también ocupada por la necrópolis de Catania. La estructura es parte del Parque arqueológico greco-romano de Catania.

## Historia
El monumento fue probablemente construido en el siglo II. La fecha exacta es incierta, aunque el estilo arquitectónico sugiere el tiempo entre los emperadores Adriano y Antonino Pío. Parece claro que fue ampliado en el siglo III, triplicando el tamaño de la estructura.
Una leyenda popular sin fundamento, afirma que la lava que fluyó de la erupción del Etna en el año 252 llegó al teatro pero no lo destruyó. Esta tradición se deriva de la vida de santa Águeda de Catania, tal como se informa en el Acta Sanctorum de Jean Bolland, donde se cuenta que en el año concreto de la muerte de la santa, (251) la lava fluyó hacia las puertas de la ciudad y los campesinos, preocupados por sus campos, se dirigieron a la tumba de la santa, quitaron su mortaja funeraria y la utilizaron para detener la lava. Aunque esta fuente es obviamente hagiográfica, llevó a vulcanólogos como Carlo Gemmellaro a interpretar erróneamente el anfiteatro -que está cerca de las puertas de la ciudad- como el punto donde la lava se detuvo. Estudios estratigráficos recientes han demostrado claramente que la roca identificada como el «flujo de lava de santa Águeda» del año 252 en realidad provenía de Monpeloso y fluía a través de la zona de Nicolosi antes de enfriarse y solidificarse en Mascalucia, a unos 450 metros sobre el nivel del mar. De esta manera se movió hacia Catania, pero nunca llegó a ella. Los únicos rastros de lava cerca del anfiteatro son un saliente de lava que colinda con una de las paredes abovedadas del edificio. Sin embargo, cuando en el siglo XX se perforó un núcleo en las paredes del pasillo interno para determinar lo que había detrás de ella, salieron «carros» de líquido, indicando claramente que el espacio detrás estaba vacío. Es muy probable que el fragmento de roca volcánica sea un relleno colocado allí con el fin de apoyar los cimientos de la fachada de la iglesia de San Biagio sobre ella. 

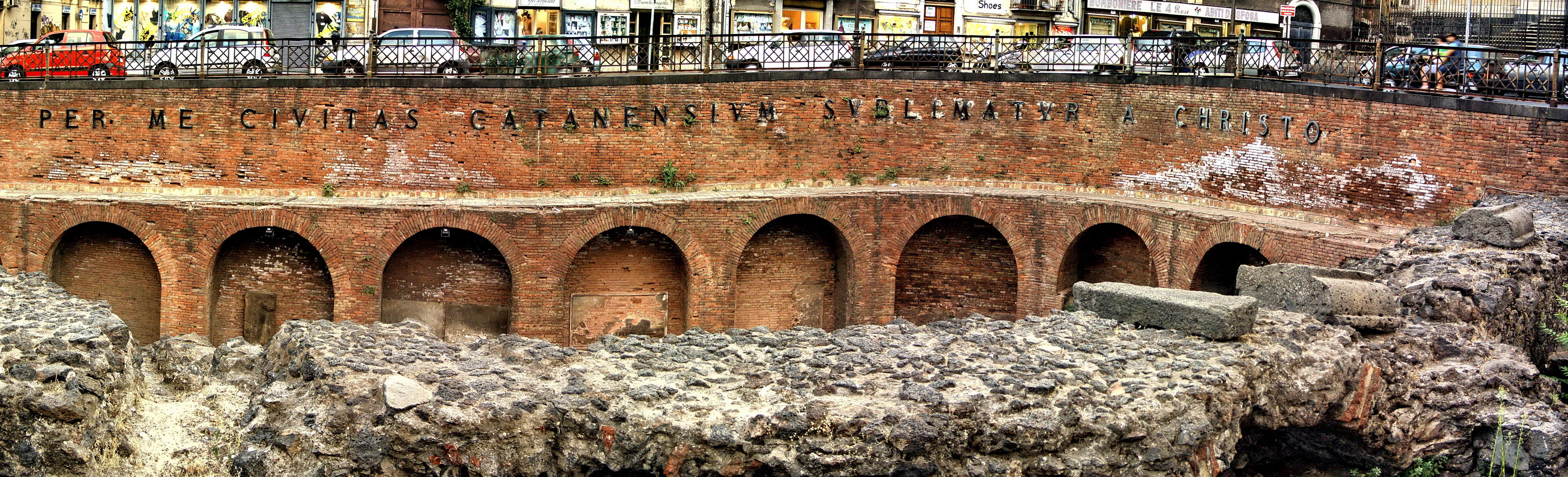
Vista panorámica de la inscripción instalada en el anfiteatro excavado per me civitas catanensium sublimatur a Christo («A través de mí, la ciudad de Catania es levantada por Cristo»), una declaración atribuida a santa Águeda, que se supone fue martirizada en las cercanías.

Según Casiodoro, en el siglo V, Teodorico el Grande, rey de los ostrogodos, permitió a los habitantes de la ciudad expoliar el teatro de material de construcción para la construcción de edificios de piedra con el argumento de que el monumento había sido abandonado "durante mucho tiempo". Según algunos autores, en el siglo XI Roger II de Sicilia expolió todavía más la estructura para la construcción de la Catedral de Catania, incluidas las columnas de granito gris que decoran la fachada de la catedral y los ábsides, en los que pueden verse piedras perfectamente talladas, que también pueden haber sido utilizadas en la construcción del Castillo Ursino en el período suevo del rey Federico II Hohenstaufen. 
Los vomitorium (entradas) del anfiteatro fueron utilizadas por los angevinos para entrar en la ciudad durante las Vísperas sicilianas. En el siglo siguiente, las entradas fueron amuralladas y las ruinas fueron incorporadas a las fortificaciones aragonesas (1302). En 1505, el senado cívico concedió a Giovanni Gioeni la concesión de utilizar la piedra del monumento para la construcción de casas y de utilizar la propia arena como jardín. Se tomaron medidas para asegurar las ruinas en la construcción de nuevas fortificaciones en 1550: se derribaron el primer y el segundo piso y se rellenaron las galerías con los escombros. Después del terremoto de Sicilia de 1693, fue finalmente enterrado, y el área se convirtió en un patio de armas. Posteriormente, los extradós de las galerías se utilizaron como cimientos de nuevas casas y para la fachada neoclásica de la Iglesia de san Biagio.
A partir de la segunda mitad del siglo XVIII, el anfiteatro fue objeto de excavaciones arqueológicas. Sin embargo, los descubrimientos no se conservaron: los arcos fueron tapiados y reutilizados en los palacios de la ciudad reconstruida. En los primeros años del siglo XX se realizaron obras de renovación para abrir el lugar a los visitantes, en el marco de la construcción de la Piazza Stesicoro. En 1943, durante el bombardeo aliado que redujo partes de la ciudad a escombros, la estructura se utilizó como refugio contra bombardeos. Posteriormente, experimentó períodos de interés y abandono. Durante varios años, los túneles se mantuvieron cerrados por "razones de seguridad", a raíz de trágicos accidentes resultantes por la exploración de personas. El anfiteatro fue renovado en 1997 e inaugurado ese verano. Luego se cerró debido a la afluencia de aguas residuales de las casas vecinas. Esto se arregló parcialmente y se reabrió al público en 1999, pero luego se volvió a cerrar un poco más tarde como resultado de su deterioro.
Los restos, que representan aproximadamente una décima parte del anfiteatro, son visibles desde la entrada de la Piazza Stesicoro y desde el Vico Anfiteatro, donde la estructura es visible hasta el tercer piso. Hasta 2007, era posible ver parte de la segunda historia en la vía del Coliseo, pero ahora está completamente cubierta por la nueva terraza de la Villa Cerami. Dentro de la villa, que ahora es utilizada por la Facultad de  Jurisprudencia  de la Universidad de Catania, todavía es posible ver parte del sistema de bóveda que unía el anfiteatro con la colina Montevergine -probablemente la antigua acrópolis de la ciudad-. El resto del anfiteatro está debajo de via Neve, vía Manzoni y vía Penninello.
Las primeras excavaciones modernas parecen ser la razón de la inestabilidad de la estructura, que se anunció en 2014 que estaba en peligro de colapsar en un debate parlamentario y que CTzen ya había llamado la atención del público.  El 24 de abril de 2014, se estableció una junta de expertos para organizar la recuperación del monumento y salvaguardar el vecindario que se ha desarrollado en la parte superior de la estructura a lo largo de los siglos.

## Descripción

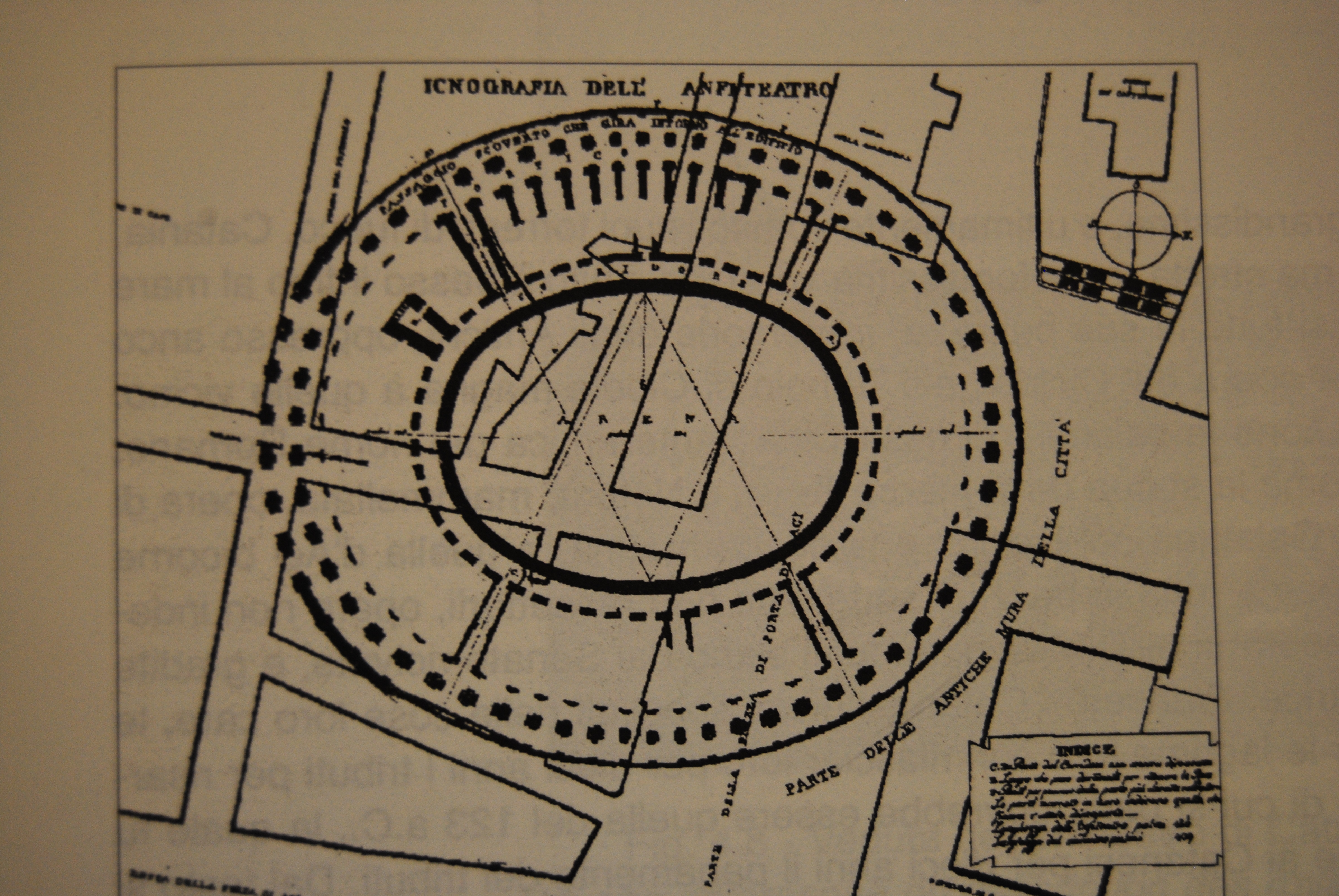
Planimetría del anfiteatro romano de Catania del 1907, relacionada con la viabilidad del área.

El anfiteatro de Catania es el más complejo y más grande de todos los de Sicilia. Pertenece al grupo de grandes estructuras, que también incluye el Coliseo el Anfiteatro de Capua y la Arena de Verona. La estructura se centraba en una arena elíptica, rodeada de muros radiales y bóvedas que soportaban los asientos de la cávea, que tenía 14 escalones y 32 pasillos.  Una galería rodeaba el exterior de la estructura, sobre la que se montaba la fachada exterior. La arena tenía un diámetro mayor de 70 metros y un diámetro menor de unos 50 metros, con una circunferencia de 192 metros. El diámetro exterior era de 125 x 105 metros, mientras que la circunferencia exterior era de 309 metros.  Se utilizó Opus vittatum para la construcción del interior y opus quadratum para el exterior. Los restos de las pilastras están en opus quadratum con pequeños bloques de roca ígnea. La cávea fue hecha de  basalto del Etna, revestida de mármol. Las paredes exteriores indican un cierto grado de descuido en la construcción. Las paredes externas indican un grado de descuido en la construcción. Los bloques están cortados de forma irregular y parecen haber sido reciclados en su mayoría. Los arcos externos están hechos con grandes ladrillos rectangulares de forma regular y mortero de buena calidad, mientras que los internos son de hormigón romano, con grandes placas radiales. A pesar de la sobriedad general del edificio, el contraste entre el color de la roca ígnea muy oscura de los muros y los ladrillos rojos de los arcos debe haber sido muy llamativo. El empleo del mármol añadió una nota de clase, no solo para el revestimiento del podio, sino también para algunas decoraciones, como los hermajes de los lados de la entrada principal. Las escaleras principales fueron probablemente hechas de piedra caliza, creando una fuerte interacción con el blanco de los asientos y el negro del resto de escaleras. Probablemente existía una cubierta con grandes toldos para proteger a la gente del fuerte sol y la lluvia.
A partir de las dimensiones del teatro, se puede calcular que ha tenido 15.000 espectadores sentados y casi duplicar el número con la adición de gradas de madera para los espectadores de pie. De acuerdo con una tradición incierta y no confirmada, se pretende que las naumachiae (batallas marinas escenificadas) se llevaban a cabo en el anfiteatro, utilizando el antiguo acueducto  para llenar la arena con agua.

### Acceso

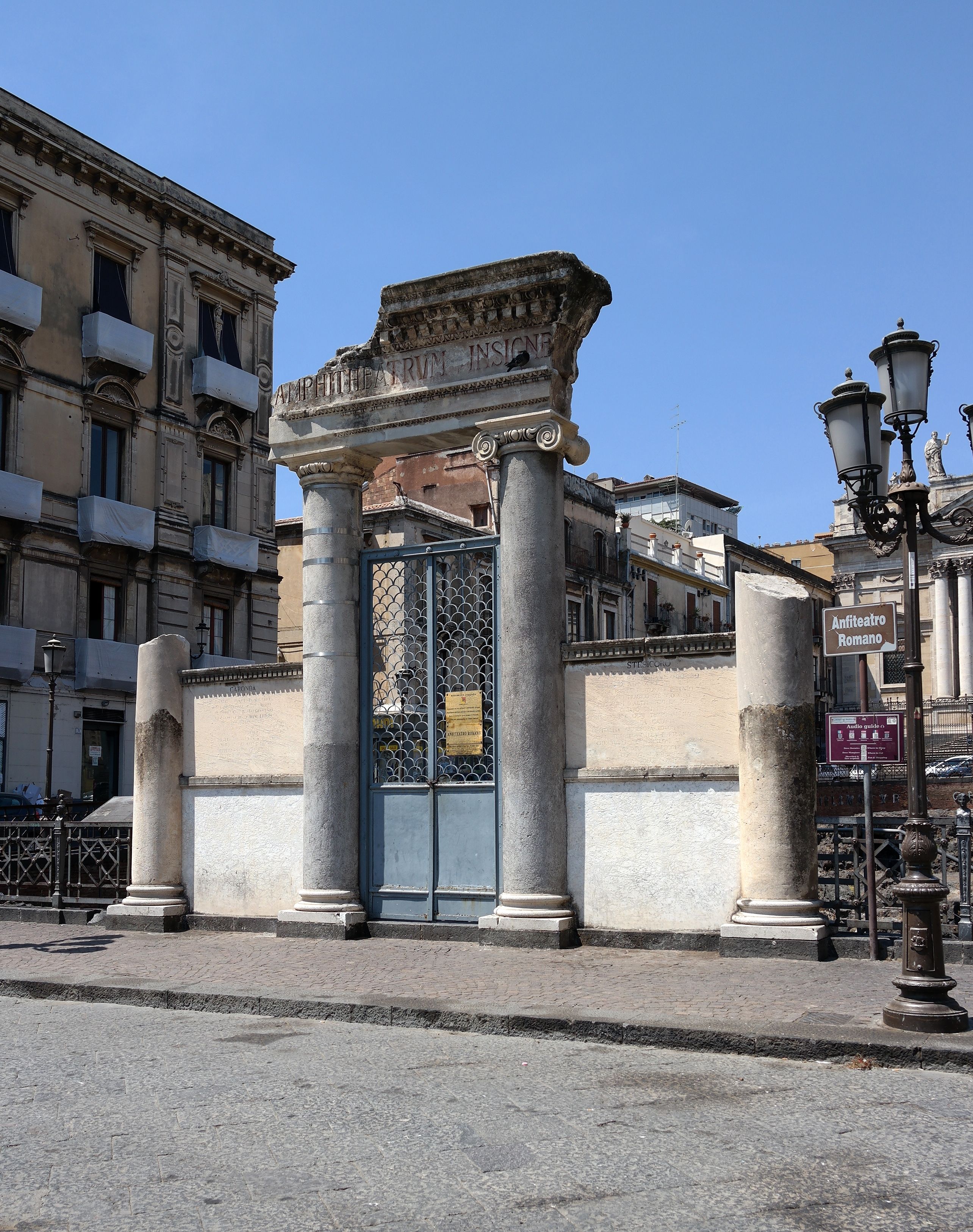
Entrada del anfiteatro desde la Piazza Stesicoro.

Se accede a la excavación del anfiteatro a través de una puerta de hierro. En 1906, se recuperaron algunos fragmentos de columnas de mármol que originalmente formaban parte de la logia superior, dos columnas jónicas fragmentarias y parte de un arquitrabe  inscrito con  AMPHITHEATRVM INSIGNE ("Anfiteatro Eminente").  La entrada se encuentra formada, por lo tanto, con la puerta de metal en el centro, cuyas jambas son las columnas con capiteles, coronadas por el arquitrabe; las otras dos columnas están ubicadas a ambos lados,  e insertadas entre estas y las centrales hay dos paredes de piedra con los epitafios simbólicos de dos ilustres personajes de la Antigua Grecia  vinculados a esta área -Carondas a la izquierda y Estesícoro a la derecha-, que fueron compuestos por el poeta Mario Rapisardi. La tradición dice que sus tumbas están realmente una zona próxima al anfiteatro. Las inscripciones en los epitafios son: 

Estesícoro
Poeta y músico Imerese 
entrelazado con el valiente siciliano
la heroica narración lírica, 
la poesía pastoral inventó 
al coro trágico le dio una nueva pose 
iligitó de otros ritmos a la melopea 
odiado por los tiranos
como sucede cada vez que los magnánimos
tenía de Catania
generosa hospitalidad y supremos honores
traicionado por la suerte
que todos ellos sumergieron sus  obras
en XXVI siglos triunfó 
en XXVI siglos triunfó
en XXVI siglos triunfó 

solo del nombre.
 (Epígrafe de Mario Rapisardi en la entrada del Anfiteatro.)

El antiguo legislador de Italia
 estableció en esta ciudad
en el siglo VII a.C.
el primer gimnasio célebre
 conducido por hombres libres
a expensas del Estado
con pocas leyes y muchas normas 
de costumbre pública y privada,
en Sicilia y la Magna Grecia
y santificando con el ejemplo
 mereció la gloria inmortal
como el fundador más austero 
de a civilización.
 (Epígrafe de Mario Rapisardi en la entrada del Anfiteatro) 

## Investigaciones

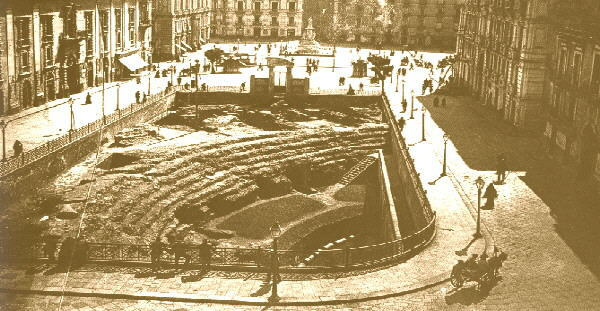
El anfiteatro en una fotografía de 1911.

El primer erudito moderno en estudiar el anfiteatro en Catania fue Tommaso Fazello, quien también estableció sus dimensiones. Posteriormente, autores como Ottavio D'Arcangelo y Giovanni Battista Grossi  propusieron reconstrucciones fantásticas de la estructura , que sin embargo incluyeron los primeros estudios del edificio.
En el siglo XVIII, Ignazio Paternò Castello  que gastó cantidades considerables de su propio dinero en excavaciones, con el fin de establecer fuera de toda duda que el anfiteatro en realidad había existido, un punto que algunos visitantes se habían negado firmemente. Durante un período de dos años, descubrió un corredor completo y cuatro grandes arcos de la galería externa. En el siglo XIX, todavía se podía acceder a estas excavaciones desde una entrada en la via del Colosseo -que era y es popularmente conocida como 'Catania Vecchia'- y todo tipo de leyendas se han asociado con ella, como el cuento de un grupo escolar que se coló en la estructura para una visita y nunca salió.
En 1904, durante la administración del alcalde Giuseppe De Felice Giuffrida, el trabajo comenzó a sacar a la luz toda la estructura, bajo la supervisión del arquitecto Filadelfo Fichera . Este proyecto terminó dos años después, en este momento, se descubrió un amplio y misterioso pasaje, probablemente una extensión tardía del edificio, lo que impidió que los que se sentaban más cerca de la arena pudieran ver bien los espectáculos y redujo las dimensiones de la arena, pero permitió una mejor vista para un nivel adicional, probablemente el añadido en el curso del siglo III. En 1907, se celebró la ceremonia de apertura, a la que asistió el rey Víctor Manuel III. Ya en el período de entreguerras, el anfiteatro se había dejado descomponer una vez más, hasta el punto que muchos de los edificios de arriba usaban los asientos para el alcantarillado.
En los últimos años, el anfiteatro también ha sido cerrado y reabierto repetidamente. A finales de 2007 y 2008 se realizaron trabajos técnicos para determinar el estado de conservación de las pilastras exteriores. En esta ocasión, se pudo confirmar que la estructura había sido renovada y ampliada en una segunda fase. A continuación se llevó a cabo una investigación posterior que ha permitido producir una reconstrucción virtual de la estructura.